# HarfBuzz
HarfBuzz（ペルシア語で حرف‌باز）は自由な OpenType レイアウトエンジンである。FOSS 内でテキストレイアウトを標準化する取り組みで、コードは元々 FreeType プロジェクトに由来し Qt と Pango とは別々に開発され、最終的に共通リポジトリにマージし返された。